# Communauté de communes du Pays des Cruzières
La communauté de communes du Pays des Cruzières est une ancienne communauté de communes française, située dans le département de l'Ardèche.

## Composition
Elle était composée de 2 communes :
| Nom                              | Code Insee | Gentilé | Superficie (km2) | Population (dernière pop. légale) | Densité (hab./km2) |
| -------------------------------- | ---------- | ------- | ---------------- | --------------------------------- | ------------------ |
| Saint-André-de-Cruzières (siège) | 07211      |         | 19,81            | 471 (2014)                        | 24                 |
| Saint-Sauveur-de-Cruzières       | 07294      |         | 24,84            | 526 (2014)                        | 21                 |

## Historique
La communauté de communes est dissoute au 31 décembre 2012 ; Saint-Sauveur-de-Cruzières rejoint la communauté de communes Cèze-Cévennes au 1er janvier 2013 alors que Saint-André-de-Cruzières intègre la communauté de communes Pays des Vans en Cévennes lors de sa création le 31 décembre 2013.

## Sources
- Base Nationale de l'Intercommunalité
- Splaf
- Base aspic